# Guriezo
Guriezo là một đô thị thuộc cộng đồng tự trị Cantabria, Tây Ban Nha. Theo điều tra dân số năm 2007, đô thị này có dân số là 1.979 người. Thủ phủ là El Puente.

## Biến động dân số
| 1900  | 1910  | 1920  | 1930  | 1940  | 1950  | 1960  | 1970  | 1980  | 1990  | 2000  | 2007  |
| ----- | ----- | ----- | ----- | ----- | ----- | ----- | ----- | ----- | ----- | ----- | ----- |
| 2.329 | 2.380 | 2.426 | 2.329 | 2.378 | 2.162 | 1.989 | 1.716 | 1.945 | 1.830 | 1.730 | 2.145 |

Fuente: INE